# Андерс Рюдберг
Андерс Рюдберг (швед. Anders Rydberg, нар. 3 березня 1903, Гетеборг — пом. 26 жовтня 1989, Гетеборг) — шведський футболіст, що грав на позиції воротаря.

## Клубна кар'єра
У дорослому футболі дебютував 1924 року виступами за команду клубу «Гетеборг», кольори якої і захищав протягом усієї своєї кар'єри гравця, що тривала чотирнадцять років. Більшість часу, проведеного у складі «Гетеборга», був основним голкіпером команди.
Помер 26 жовтня 1989 року на 87-му році життя.

## Виступи за збірну
1927 року дебютував в офіційних матчах у складі національної збірної Швеції. Протягом кар'єри у національній команді, яка тривала 9 років, провів у формі головної команди країни 24 матчі.
У складі збірної був учасником чемпіонату світу 1934 року в Італії.